# Ситуморанг, Мартин Догма
Мартин Догма Ситуморанг (индон.  Martinus Dogma Situmorang OFMCap, 28 марта 1946, Индонезия — 19 ноября 2019) — католический прелат, епископ Паданга с 17 марта 1983 года, член монашеского ордена капуцинов.

## Биография
5 января 1974 года был рукоположён в священника в монашеском ордене капуцинов.
17 марта 1983 года Римский папа Иоанн Павел II назначил Мартина Догму Ситуморанга епископом Паданга. 11 июня 1983 года состоялось рукоположение Мартина Догмы Ситуморанга в епископа, которое совершил архиепископ Медана Альфред Гонти Пий Датубара в сослужении с епископом Паданга Раймундо Чезаре Бергамином и епископом Сиболги Аницетом Бонгсу Антонием Синагой.